# Puss in Boots: The Last Wish
Puss in Boots: The Last Wish (prt: O Gato das Botas: O Último Desejo; bra: Gato de Botas 2: O Último Pedido) é um filme estadunidense de animação digital do gênero comédia de aventura produzido pela DreamWorks Animation e distribuído pela Universal Pictures. Um spin-off da franquia Shrek, o filme é uma sequência de Puss in Boots (2011). É dirigido por Joel Crawford com codireção de Januel Mercado, a partir de um roteiro escrito por Paul Fisher, e estrela as vozes de Antonio Banderas e Salma Hayek que reprisam seus papéis como Gato de Botas e Kitty Softpaws, respectivamente, ao lado de Olivia Colman, Harvey Guillén, Samson Kayo, Wagner Moura, Anthony Mendez, John Mulaney, Florence Pugh, Da'Vine Joy Randolph e Ray Winstone. O filme acompanha o Gato de Botas, que acaba de morrer pela oitava vez, numa jornada para encontrar o mítico Último Desejo e restaurar suas vidas perdidas.
Puss in Boots: The Last Wish estreou nos Estados Unidos em 21 de dezembro de 2022, pela Universal Pictures. No Brasil, teve sua estreia antecipada para 5 de Janeiro de 2023.

## Enredo
Na cidade de Del Mar, o renomado herói e fora da lei Gato de Botas dá uma festa na casa do governador e acidentalmente desperta o Gigante Adormecido de Del Mar. Gato subjuga o gigante e salva a cidade, mas é fatalmente esmagado por um sino. Gato acorda em um hospital, onde o médico da aldeia o informa que ele já perdeu oito de suas nove vidas e sugere que ele se aposente das aventuras. Gato inicialmente recusa e vai embora. Mais tarde, em uma cantina local, Gato conhece um misterioso lobo de capuz preto, que o desarma e corta sua testa em um duelo. Gato foge para um abrigo para gatos de propriedade de Mamãe Luna e enterra cerimoniosamente seu traje em seu jardim. Durante sua estadia, Gato conhece um cachorro órfão conhecido como "Perrito".
Mais tarde, a família de criminosos Cachinhos Dourados e os Três Ursos aparecem na residência de Luna em busca de Gato, apenas para encontrar seu "túmulo". Gato os ouve mencionar uma estrela mágica que pode conceder um único desejo a alguém que carrega seu mapa. Enquanto isso, João Trombeta, um confeiteiro corrupto e colecionador de artefatos mágicos, está esperando para receber o mapa naquela noite; Gato invade a padaria de João planejando roubar o mapa, chegar à estrela e recuperar suas nove vidas, reunindo-se inesperadamente com sua ressentida ex-noiva, Kitty Pata Mansa, que também tenta roubar o mapa. Depois de um breve conflito com Cachinhos e João, Gato, Kitty e Perrito (que o seguiu sem seu conhecimento) escapam com o mapa. Cachinhos, os ursos, João e seus capangas os perseguem, e Gato avista o lobo encapuzado novamente enquanto fogem.
O mapa leva o trio à Floresta Sombria, um lugar mágico que muda de terreno dependendo do portador do mapa. Gato e Kitty recebem paisagens sombrias e assustadoras, enquanto Perrito recebe uma floresta colorida e aparentemente tranquila. Durante outra escaramuça com as forças de João e Cachinhos, na qual João recebe um grilo falante conhecido como "inseto Ético", Gato avista o lobo encapuzado novamente e foge, distraindo Kitty e permitindo que Cachinhos obtenha o mapa. Depois que Perrito o acalma de um ataque de pânico, Gato confessa que deixou Kitty no altar no dia do casamento. Kitty os ouve e depois revela que também nunca foi ao casamento, sentindo que a relação não daria certo pois Gato ama mais a si mesmo do que a ela.
Gato e Kitty recuperam o mapa de Cachinhos quando seu grupo se distrai com uma manifestação de sua cabana na floresta. À medida que a paisagem se transforma, Perrito é capturado pelos ursos, enquanto Gato fica preso em uma caverna de cristal. Enquanto Kitty salva Perrito, Gato encontra reflexos de cristal de suas vidas passadas na caverna, que zombam dele por mudar sua atitude arrogante. O lobo encapuzado aparece mais uma vez, se apresenta como a personificação da Morte e revela ao Gato que quer matá-lo pessoalmente por desperdiçar suas últimas oito vidas. Em pânico, Gato foge com o mapa, ato que Kitty e Perrito testemunham de longe. Enquanto isso, Cachinhos, após um desentendimento com o Bebê Urso, revela que deseja se reunir com sua família biológica, chateando os ursos; no entanto, eles ainda concordam em ajudá-la.
Gato chega à Estrela dos Desejos, mas Kitty o repreende por seu egoísmo, ao mesmo tempo em que confessa que seu desejo era encontrar alguém em quem pudesse confiar. Cachinhos, os ursos e João chegam e outra luta começa, durante a qual Cachinhos desiste do desejo para salvar a vida do Bebê Urso e João fica preso dentro de sua bolsa mágica sem fundo. A Morte chega, envolve a si mesmo e ao Gato em um anel de fogo e o desafia para um duelo. Em vez de desejar mais vidas, Gato inicia uma luta de espadas onde o mesmo sai vitorioso inicialmente e desarma a morte, afirmando corajosamente que, embora saiba que não pode vencer, continuará lutando por sua última vida. Vendo que Gato perdeu sua arrogância, Morte relutantemente o poupa e vai embora, afirmando que eles se reencontrarão um dia, ao que Gato respeitosamente concorda. Após isso, João Trombeta, tendo comido um biscoito de crescimento mágico, ressurge de sua bolsa como um gigante e rouba o mapa. Enquanto ele tenta fazer seu desejo de controlar toda a magia, Perrito o distrai por tempo suficiente para que os outros rasguem o mapa em pedaços. Enquanto João tenta recuperá-lo, o Inseto Ético o incendeia, montado em uma fênix, fazendo com que a Estrela dos Desejos entre em colapso e mate João.
Na sequência, Cachinhos faz as pazes com os ursos e parte com eles e o Inseto Ético para assumir o negócio de padaria de João Trombeta, enquanto Gato reacende seu romance com Kitty. Algum tempo depois, Gato, Kitty e Perrito roubam um navio do governador de Del Mar. Eles decidem oficializar o nome "Perrito" para o cachorro e zarpam para visitar "alguns velhos amigos".

## Elenco
- Antonio Banderas como Gato de Botas, um fugitivo da lei e um herói de San Ricardo que perdeu oito de suas nove vidas.[8] No Brasil, Alexandre Moreno.[9]
- Salma Hayek como Kitty Pata Mansa, uma gata experiente que é ex-noiva de Gato e procura a Estrela dos Desejos para encontrar alguém em quem possa confiar.[10] No Brasil, Miriam Ficher.[9]
- Harvey Guillén como Perrito, um cão de terapia amigável e ingênuo que começou como um dos gatos de estimação de Mama Luna, porque se disfarçava de gato.[10] No Brasil, Marcos Veras.[9]
- Florence Pugh como Cachinhos Dourados, a líder da Família do Crime dos Três Ursos que deseja usar o Último Desejo para recuperar sua família biológica.[11] No Brasil. Giovanna Ewbank.[9]
- Kailey Crawford como a jovem Cachinhos Dourados jovem.
- John Mulaney como "Grande" Jack Horner (João Trombeta), um temido chefe de pastelaria e senhor do crime que planeja usar a Estrela dos Desejos para obter o controle de toda a magia. Ele coleciona vários itens mágicos, criaturas e pessoas desde que foi desprezado pela fama de conto de fadas chamando a si mesmo de "Pequeno" Jack Horner quando criança.[11] No Brasil, Bernardo Legrand.[9]
- Wagner Moura como a Morte, uma entidade sobrenatural em forma física de um lobo branco em um manto com capuz preto cujo único propósito é levar as almas dos falecidos. Irritado de como Gato desperdiçou suas vidas extras, ele o persegue para ceifar sua última vida. No Brasil, Sérgio Moreno.[9]
- Olivia Colman como Mamãe Urso - esposa de Papai Urso, mãe de Bebê Urso e mãe adotiva de Cachinhos Dourados.[10] No Brasil, Isabela Quadros.[9]
- Ray Winstone como Papai Urso - marido de Mamãe Urso, pai de Bebê Urso e pai adotivo de Cachinhos Dourados.[10] No Brasil, Ricardo Rossetto.[9]
- Samson Kayo como Bebê Urso - filho de Papai Urso e Mamãe Urso, e irmão adotivo de Cachinhos Dourados.[10] No Brasil, Sérgio Malheiros.[9]
- Anthony Mendez como o doutor de Del Mar[10]
- Da'Vine Joy Randolph como Mama Luna, uma gata idosa que inicialmente acolhe Gato.[10]

## Produção
Em novembro de 2012, o produtor executivo do primeiro filme, Guillermo del Toro disse que alguns rascunhos para uma sequência já estavam prontos e que o diretor Chris Miller queria levar o Gato de Botas em uma aventura para lugares exóticos. Em abril de 2014, Antonio Banderas, a voz do Gato, disse que o trabalho na sequência havia começado. Em 12 de junho de 2014, o filme foi intitulado Puss in Boots 2: Nine Lives & 40 Thieves e estava programado para ser lançado em 2 de novembro de 2018 nos Estados Unidos. Em agosto de 2014, foi adiado em um mês para 21 de dezembro de 2018. Em janeiro de 2015, Puss in Boots 2 foi removido do cronograma de lançamento após a reestruturação corporativa e a nova política da DreamWorks Animation de lançar apenas dois filmes por ano. Em março de 2015, Banderas disse em uma entrevista que o roteiro estava em reestruturação e que Shrek poderia aparecer no filme.
Em novembro de 2018, Chris Meledandri foi contratado como produtor executivo de Shrek 5 e Puss in Boots 2. Em 26 de fevereiro de 2019, foi confirmado que a sequência ainda estava em desenvolvimento, e Bob Persichetti havia sido contratado para dirigir o filme. Em 19 de agosto de 2020, a DreamWorks registrou Puss in Boots: The Last Wish como o novo título da sequência, que foi aprovado em dezembro. Em março de 2021, Joel Crawford substituiu Persichetti como diretor, tendo anteriormente dirigido The Croods: A New Age (2020), da DreamWorks, com o codiretor do filme Januel Mercado, o produtor Mark Swift e o roteirista Paul Fisher retornando como colaboradores. Os membros do elenco foram anunciados em março de 2022.

## Lançamento
Puss in Boots: The Last Wish foi originalmente programado para ser lançado em 2 de novembro de 2018 nos Estados Unidos, mas foi adiado um mês para 21 de dezembro de 2018, antes de ser cancelado. Após a ressurreição do projeto, ele foi originalmente programado para ser lançado nos cinemas em 23 de setembro de 2022, mas em abril de 2022, o filme foi adiado para 21 de dezembro de 2022, tomando a data de lançamento do filme The Super Mario Bros. Movie, da Illumination.

## Recepção
O filme foi lançado no dia 21 de dezembro de 2022 nos Estados Unidos e em 5 de janeiro de 2023 no Brasil. Na abertura do mercado interno (Estados Unidos e Canadá), registrou US$ 12,4 milhões, sendo a abertura mais baixa do ano no quesito animações. No entanto, em duas semanas de exibição, o filme já havia chegado a US$ 70,2 milhões, tendo um crescimento significativo. Em 6 de fevereiro de 2023, o filme já havia arrecadado US$ 180 426 475 milhões em território americano, sendo a segunda maior bilheteria doméstica do ano das animações, atrás de Minions 2: A Origem de Gru, que fez US$ 369,6 milhões. Com outros US$ 297 586 672 milhões em outros territórios, o filme registrou US$ 482 892 502 milhões mundialmente, sendo a segunda maior bilheteria das animações em 2022, atrás apenas de Minions 2, além de se tornar a 10° maior bilheteria do ano em geral.